# Литургическая латинизация
Литургическая латинизация — процесс принятия латинских литургических обрядов нелатинскими христианскими конфессиями. Исторически литургическая латинизация проявлялась в различных формах. Во время крестовых походов литургической латинизации подверглись общины восточных христиан. После создания Восточнокатолических (униатских) церквей некоторые из этих сообществ подверглись различной степени литургической латинизации, с целью приведения униатских церквей к практике Латинской церкви. Главным инструментом латинизации были католические монашеские ордены (иезуиты, лазаристы и др.), которые в значительной степени контролировали систему образования униатских общин. В 1894 году энцикликой «Orientalium dignitas» папы Льва XIII латинизация восточнокатолических церквей была запрещена. После Второго Ватиканского Собора в восточнокатолических церквях начат процесс возвращения к древним восточным обрядам и традициям.

## Латинизация во время крестовых походов
Во времена крестовых походов, произошло назначение латинских иерархов в Иерусалим, Антиохию, а после штурма крестоносцами и в Константинополь (1204 год), образование Латинской империи и изгнание греков в Никею. Французский историк и католический кардинал Ив Конгар писал: 

«Там, где могли утвердиться латиняне, латинизация была естественным следствием крестовых походов. Ясно, что в это время, когда росла власть церкви, развивались каноническое право и схоластика, латинянам не хватало исторического понимания и интереса к другим людям и другим мирам, а также ощущения оправданных различий в делах обрядов, церковной организации, канонической традиции и даже вероучения; при всем том западное христианство приобрело такую самоуверенность, которая составляла его силу».

## Латинизация униатской церкви в Речи Посполитой
После Брестской унии 1596 года и образования Русской униатской церкви, в униатских храмах начали проводиться меры по унификации восточного и латинского богослужебных обрядов. Православный митрополит Пётр Могила в 1664 году приводит следующие латинские новшества в богослужении униатов: совершение нескольких литургий в день на одном и том же престоле, введение тихой литургии (т. н. «мша»), сокращены утреня, вечерня, часы, введён пост в субботу, отменено употребление «теплоты» при причастии и освящение воды на Богоявление. Однако эти новшества имели малый успех в униатской церкви.
Серьёзные нововведения в литургической практике униатской церкви были приняты на Замойском соборе 1720 года. На униатское духовенство было распространено постановление Тридентского собора о латинском одеянии священников, введён латинский праздник Тела Божия. В богослужение были внесены изменения, положившие начало процессу широкой латинизации богослужебных обрядов униатов, приведшей к становлению особой литургической традиции, отличной как от латинского обряда, так и от обрядов Православной церкви. При совершении таинства Крещения вводился запрет на использование формулы восточного обряда, заменённая латинской (с единичным «Аминь» в конце). При совершении богослужений запрещалось пользоваться книгами под редакцией православного митрополита Петра Могилы. Также собор признал необязательным соблюдение Петрова поста, запрещалось почитание Григория Паламы. За литургией было введено поминание папы римского и чтение Филиокве. Решения собора привели к латинизации богослужебных книг, вследствие чего из святцев исключались имена святых Антония и Феодосия Печерских, устанавливались службы латинским святым (например Игнатию Лойоле).
Постепенно в богослужебную практику были введены орга́ны, в большинстве храмов были сняты иконостасы. В 1747 году всем униатским священникам было приказано обрить бороды и остричь волосы по латинскому обычаю.

## Латинизация Мелькитской греко-католической церкви
Латинизация Мелькитской грекокатолической церкви в XIX веке стала фактором дестабилизации церковной жизни. Введение григорианского календаря в 1857 году, привело фактически к расколу среди арабов-униатов. В период патриаршества Григория II (1864—1897) расширилось распространение латинского влияния на церковную жизнь униатов: введение римско-католических церковных праздников, латинских элементов в убранстве храмов, использование орга́на в богослужении. Мелькитский патриарх Григорий II стал одним из главных защитников самобытности восточнокатолических сообществ. 
24 октября 1894 года Григорий II Юсеф на конференции в Риме, посвящённой положению восточных церквей выступил с критикой миссионерской политики Ватикана и инициативами по защите восточных литургических обрядов, а также вновь призвал уважать власть униатских патриархов, которая должна сохраняться «в чистом и неприкосновенном виде... те привилегии и те права, которые предоставил им [патриархам] Флорентийский собор». Критикуя «восточную политику» Рима патриарх обвинил католических миссионеров в насмешках над византийским обрядом и неверной манерой общения с раскольниками. Позиция Григория II и понтификат папы Льва XIII (1878—1903) привели к ослаблению латинизации среди мелькитов и изданию папской энциклики «Orientalium dignitas» (1894) о защите традиционных обрядов восточных католиков.

## Латинизация западно-сирийских униатских общин
Кампании по литургической латинизации обряда Маронитской католической церкви активно проводились францисканцами в XV—XVI веках. С 1584 по 1596 год Маронитской коллегией в Риме были подготовлены богослужебные книги маронитов, которые имели значительное латинское влияние. В первой половине XVIII века Рим вновь провёл кампанию по латинизации маронитского обряда. В 1736 году был проведён поместный собор Маронитской церкви, который принял постановления о богослужебной практике. Так, к примеру анафора должна была содержать вариант institutio, характерный для канона римской мессы, для причащения предписывалось использовать только пресный хлеб, а облачения и убранство алтаря должны были быть латинского образца. Допускалось совершение обливательного крещения, конфирмация могла совершаться только епископом отдельно от таинства крещения (по латинскому обычаю).
В XX веке политика латинизации Маронитской церкви была прекращена, а Рим выразил стремление к возвращению к древней практике восточных литургических обрядов. Целями литургических реформ стали: унификация богослужения и устранение из него искусственной латинизации. С 1972 года при участии Конгрегации Восточных церквей, в Маронитской церкви был начат процесс делатинизации литургии: для литургических богослужений рекомендовалось возвращение древнесирийских облачений, была возвращена восточно-христианская практика совершения конфирмации непосредственно после крещения.

## Латинизация восточно-сирийских униатских общин
C XIII века начинается процесс латинизации богослужения Церкви Востока, под влиянием католических миссионеров. Наиболее серьёзной латинизации подверглась индийская Церковь Востока, в которой после униатского раскола фактически появился новый, т. н. сиро-малабарский обряд. 
В 1599 году Диамперский собор во главе с архиепископом Гоа Алежу де Менезешем провозгласил унию между несторианской Малабарской и Римско-католической церквями. На соборе было объявлено об отречении от «несторианских заблуждений» и о латинизации литургии: было введено чтение Никейского Символа веры во время богослужения, отменялось преломление и напоение вином хлеба (всего было внесено 20 изменений в литургическую практику). Установление в Малабарской Церкви латинского священноначалия и насильственная литургическая латинизация привели к тому, что в 1653 году большинство индийских христиан решили отказаться от унии. В XVII веке часть униатов вступила в общение с яковитами и образовала Маланкарскую церковь. С 1685 года в Индию яковитскими патриархами были направлены несколько делегаций, которые вели деятельность против последствий латинизации индийских христиан (введения целибата, почитания статуй святых, совершения литургии на бесквасном хлебе, отмены ряда постов).
В начале XVI века в Халдейской (униатской) церкви список почитаемых святых был пересмотрен, а халдейский патриарх Иосиф II (1696—1713) окончательно латинизировал месяцеслов, включив в него святых, почитаемых в других христианских церквях.

## Современное состояние
В 1894 году энцикликой «Orientalium dignitas» папы Льва XIII латинизация восточнокатолических церквей была запрещена и подчёркнута важность сохранения восточных обрядов:

«Сохранение восточных обрядов более важно, чем ныне думают. Именно почтенная древность, свойственная различным видам этого обряда, есть выдающееся украшение всей церкви и одновременно позволяет проявиться божественному единству католической веры. Именно поэтому более отчетливо, с одной стороны, проявляется апостольское происхождение важнейших церквей Востока, потом именно через это высвечивается их древняя глубочайшая связь с Римским престолом. Пожалуй, нет более глубокого проявления вселенскости Церкви Божией, чем эти своеобразные драгоценности, которыми она одарена в различных формах обрядов и языков, некоторые из которых тем более благородны, что на них говорили апостолы и святые отцы церкви. Так как будто повторяется единственное в своем роде поклонение, которое выпало на долю новорожденного Христа, когда пришли волхвы из разных стран Ближнего Востока, чтобы помолиться ему».
На Втором Ватиканском соборе (1962—1965) был принят декрет «Orientalium Ecclesiarum», о восточнокатолических церквях, в котором выражалось уважение к обрядности Восточных церквей: 

Католическая церковь высоко ценит установления, литургические обряды, церковные традиции и уклад христианской жизни Восточных церквей, ибо в них, славных своей священной древностью, сияет Традиция, идущая от Апостолов через Отцов и составляющая часть нераздельного Богооткровенного достояния всей Церкви.
 После Второго Ватиканского Собора в восточнокатолических церквях начат процесс возвращения к древним восточным обрядам и традициям. К примеру, в 1980 году по решению Священного синода Мелькитской грекокатолической церкви было начато изъятие Филиокве из богослужебной практики на добровольной основе. В Халдейской католической церкви также в ходе литургической реформы 2007 года, с целью делатинизации богослужения, Филиокве было изъято из богослужебной практики. В 2005 году от употребления Филиокве при чтении Символа веры во время богослужений отказалась Архиепархия Виннипега Украинской грекокатолической церкви.